# Petru Popovici
Petru Popovici (n. 1875, Brașov) a fost un deputat în Marea Adunare Națională de la Alba Iulia, organismul legislativ reprezentativ al „tuturor românilor din Transilvania, Banat și Țara Ungurească”, cel care a adoptat hotărârea privind Unirea Transilvaniei cu România, la 1 decembrie 1918.:p. 77 

## Biografie
Petru Popovici s-a născut în Brașov la data de 20 Octombrie 1875.

## Activitatea politică
A  fost membru al Comitetul central de la Viena, iar în Noiembrie 1918 tratează cu Consiliul Cehoslovac din Praga, întoarcerea unităților românești aflate în acel oraș. A fost ales de către județul Brașov drept delegat ca să participe la Marea Unire de la Alba Iulia din 1918. După Marea Unire din 1918, Petru Popovici a mai deținut funcția de inspector general al Ardealului iar apoi cel de Ministru al Agriculturi.